# Comandamenti per un gangster
Comandamenti per un gangster es una película italo - yugoslava de 1968, dirigida y actuada por Alfio Caltabiano, con un guion escrito por el mismo y Dario Argento. La banda sonora fue compuesta Ennio Morricone. El filme fue coproducido por la empresa italiana Triumph Film 67, Prodi Cinemat. (Roma) y la empresa yugoslava Avalafilm (Belgrado).

## Sinopsis
Northon (Lee Tadic) es un gánster retirado de los negocios que quiere vengar la muerte de su hermana Helen, casada con Frank Cline. Este había desaparecido en un naufragio cuando transportaba por mar, dos millones de dólares en oro, pertenecientes a la "Organización".
Para lograr su objetivo, Northon se alía con "5 cents" (Alfio Caltabiano), un mexicano, y resiste con relativo éxito, la lucha que mantiene contra "El Santo" y su banda. 
Más tarde recupera el oro de la embarcación hundida y descubre a bordo de la misma, el cadáver de Frank Cline. "El Santo" interviene decidido a matar a Northon y a "5 cents" para apropiarse del oro, pero fracasa en el intento. Después de esto Northon va tras los sicarios de "El Santo" y encuentra entre ellos al responsable de la muerte de Helen, y lo mata. 
Cumplida su venganza, el gánster renuncia, en favor de "5 cents", a la parte del oro recuperado. Después vuelve a hacer una vida tranquila y normal.

## Comentarios
Dario Argento y Alfio Caltabiano escribieron para la pantalla, el guion de este film noir que reúne todos los elementos del género, acción, suspense, situaciones sorpresa, violencia y sadismo. 
Además de la cuidada ambientación de la película, el director ha profundizado en los diferentes rasgos psicológicos del protagonista, y en su deseo de venganza.
Alfio Caltabiano aparece en los créditos con su nombre como director, y como Al Northon en el rol de 5 cents.